# Dance Again World Tour
 (novembre 2012).
Dance Again World Tour est la première tournée mondiale de la chanteuse Jennifer Lopez en 13 ans de carrière.

## Présentation
Jennifer a déclaré[Quand ?] dans la presse[Laquelle ?] au sujet d'Enrique Iglesias :

« J'allais partir en tournée, il allait partir en tournée et c'était comme, « Eh bien, pourquoi ne pas partir en tournée ensemble ? » Nous nous sommes assis et nous en avons parlé et les gens sont devenus fous à l'idée. […] Nous allons vous donner tout ce que nous avons eu. Je pense que ça va être l'un des circuits les plus historiques jamais. […] Il n'ya jamais eu quelque chose comme ça, où les Latinos se réunir comme ça. Il est international - en anglais et en espagnol. Je pense juste que c'est très novateur. J'ai eu l'honneur d'être invité à faire partie de celui-ci[réf. nécessaire] »

## Premières parties
- Wisin y Yandel (Venezuela)
- Frankie J (Amérique du Nord)
- Enrique Iglesias (Amérique du Nord)
- Ivete Sangalo (Fortaleza et Recife, Brésil)
- DJ Assad  (Paris, France)

## Dates et lieux des concerts
| Date               | Ville           | Pays                | Salle                                         |
| ------------------ | --------------- | ------------------- | --------------------------------------------- |
| Amérique du Sud    |                 |                     |                                               |
| 14 juin 2012       | Panama          | Panama              | Figali Convention Center                      |
| 16 juin 2012       | Caracas         | Venezuela           | Estadio de Fútbol Universidad Simón Bolívar   |
| 19 juin 2012       | Santiago        | Chili               | Movistar Arena                                |
| 21 juin 2012       | Buenos Aires    | Argentine           | Sede Jorge Newbery                            |
| 23 juin 2012       | São Paulo       | Brésil              | Arena Anhembi                                 |
| 27 juin 2012       | Rio de Janeiro  | Brésil              | HSBC Arena                                    |
| 30 juin 2012       | Recife          | Brésil              | Centro de Convenções de Pernambuco            |
| 1er juillet 2012   | Fortaleza       | Brésil              | Centro de Convenções do Ceará                 |
| Amérique du Nord   |                 |                     |                                               |
| 14 juillet 2012    | Montréal        | Canada              | Centre Bell                                   |
| 15 juillet 2012    | Montréal        | Canada              | Centre Bell                                   |
| 17 juillet 2012    | Toronto         | Canada              | Air Canada Centre                             |
| 18 juillet 2012    | Toronto         | Canada              | Air Canada Centre                             |
| 20 juillet 2012    | Newark          | États-Unis          | Prudential Center                             |
| 21 juillet 2012    | Newark          | États-Unis          | Prudential Center                             |
| 25 juillet 2012    | Boston          | États-Unis          | TD Garden                                     |
| 26 juillet 2012    | Uncasville      | États-Unis          | Mohegan Sun Arena                             |
| 28 juillet 2012    | Washington, DC  | États-Unis          | Verizon Center                                |
| 29 juillet 2012    | Atlantic City   | États-Unis          | Boardwalk Hall                                |
| 1er août 2012      | Minneapolis     | États-Unis          | Target Center                                 |
| 3 août 2012        | Chicago         | États-Unis          | United Center                                 |
| 8 août 2012        | San José        | États-Unis          | HP Pavilion at San Jose                       |
| 11 août 2012       | Anaheim         | États-Unis          | Honda Center                                  |
| 16 août 2012       | Los Angeles     | États-Unis          | Staples Center                                |
| 17 août 2012       | Los Angeles     | États-Unis          | Staples Center                                |
| 18 août 2012       | Las Vegas       | États-Unis          | Mandalay Bay Events Center                    |
| 23 août 2012       | San Antonio     | États-Unis          | AT&T Center                                   |
| 25 août 2012       | Dallas          | États-Unis          | American Airlines Center                      |
| 26 août 2012       | Houston         | États-Unis          | Toyota Center                                 |
| 29 août 2012       | Atlanta         | États-Unis          | Philips Arena                                 |
| 31 août 2012       | Miami           | États-Unis          | American Airlines Arena                       |
| 1er septembre 2012 | Miami           | États-Unis          | American Airlines Arena                       |
| Asie               |                 | États-Unis          |                                               |
| 22 septembre 2012  | Bakou           | Azerbaïdjan         | Baku Crystal Hall                             |
| 23 septembre 2012  | Bakou           | Azerbaïdjan         | Baku Crystal Hall                             |
| Europe             |                 |                     |                                               |
| 25 septembre 2012  | Minsk           | Biélorussie         | Minsk-Arena                                   |
| 27 septembre 2012  | Gdansk          | Pologne             | PGE Arena Gdańsk                              |
| 5 octobre 2012     | Lisbonne        | Portugal            | Pavilhão Atlântico                            |
| 7 octobre 2012     | Madrid          | Espagne             | Palacio de Deportes de la Comunidad de Madrid |
| 10 octobre 2012    | Zurich          | Suisse              | Hallenstadion                                 |
| 11 octobre 2012    | Bologne         | Italie              | Unipol Arena                                  |
| 13 octobre 2012    | Berlin          | Allemagne           | O2 World                                      |
| 14 octobre 2012    | Anvers          | Belgique            | Sportpaleis                                   |
| 16 octobre 2012    | Paris           | France              | Paris-Bercy                                   |
| 17 octobre 2012    | Amnéville       | France              | Galaxie d'Amnéville                           |
| 19 octobre 2012    | Dublin          | Irlande             | The O2                                        |
| 22 octobre 2012    | Londres         | Royaume-Uni         | The O2                                        |
| 25 octobre 2012    | Munich          | Allemagne           | Olympiahalle                                  |
| 26 octobre 2012    | Prague          | République tchèque  | O2 Arena                                      |
| 28 octobre 2012    | Hambourg        | Allemagne           | o2 World                                      |
| 29 octobre 2012    | Arnhem          | Pays-Bas            | Ahoy                                          |
| 31 octobre 2012    | Oberhausen      | Allemagne           | König-Pilsener-ARENA                          |
| 3 novembre 2012    | Copenhague      | Danemark            | Forum Copenhagen                              |
| 5 novembre 2012    | Stockholm       | Suède               | Ericsson Globe                                |
| 7 novembre 2012    | Helsinki        | Finlande            | Hartwall Arena                                |
| 8 novembre 2012    | St. Pétersbourg | Russie              | Palais de glace de Saint-Pétersbourg          |
| 10 novembre 2012   | Moscou          | Russie              | Crocus City Hall                              |
| 11 novembre 2012   | Moscou          | Russie              | Crocus City Hall                              |
| 13 novembre 2012   | Kiev            | Ukraine             | Kiev Palace of Sports                         |
| 14 novembre 2012   | Istanbul        | Turquie             | Ataköy Athletics Arena                        |
| 16 novembre 2012   | Istanbul        | Turquie             | Sport Ülker Arena                             |
| 17 novembre 2012   | Istanbul        | Turquie             | Sport Ülker Arena                             |
| 18 novembre 2012   | Sofia           | Bulgarie            | Armeec Arena                                  |
| 20 novembre 2012   | Belgrade        | Serbie              | Belgrade Arena                                |
| Asie               |                 |                     |                                               |
| 22 novembre 2012   | Dubaï           | Émirats arabes unis | Dubai Festival City Concert Arena             |
| 24 novembre 2012   | Shanghai        | Chine               | Mercedes-Benz Arena                           |
| 26 novembre 2012   | Manila          | Philippines         | Mall of Asia Arena                            |
| 28 novembre 2012   | Hong Kong       | Hong Kong           | AsiaWorld-Arena                               |
| 30 novembre 2012   | Jakarta         | Indonésie           | Mata Elang International Stadium              |
| 3 décembre 2012    | Kuala Lumpur    | Malaisie            | Stadium Merdeka                               |
| 4 décembre 2012    | Singapour       | Singapour           | The Meadow, Gardens by the Bay                |
| Océanie            |                 |                     |                                               |
| 6 décembre 2012    | Perth           | Australie           | Perth Arena                                   |
| 9 décembre 2012    | Adelaide        | Australie           | Adelaide Entertainment Centre                 |
| 11 décembre 2012   | Melbourne       | Australie           | Rod Laver Arena                               |
| 12 décembre 2012   | Melbourne       | Australie           | Rod Laver Arena                               |
| 14 décembre 2012   | Sydney          | Australie           | All Phones Arena                              |
| 15 décembre 2012   | Sydney          | Australie           | All Phones Arena                              |
| 18 décembre 2012   | Brisbane        | Australie           | Brisbane Entertainment Centre                 |
| Amérique du Nord   |                 |                     |                                               |
| 21 décembre 2012   | San Juan        | Porto Rico          | José Miguel Agrelot Coliseum                  |
| 22 décembre 2012   | San Juan        | Porto Rico          | José Miguel Agrelot Coliseum                  |